# Igor Sorriso
Igor da Silva Moreira, mais conhecido como Igor Sorriso (Rio de Janeiro, 24 de Fevereiro de 1987) é um intérprete de samba-enredo brasileiro.

## Carreira
Como muitos intérpretes, Igor Sorriso se apresentava com grupos de pagode nas noites cariocas até no momento em que foi convidado a defender um samba enredo na São Clemente, na disputa para o carnaval de 2003. A partir daí foi convidado a ser intérprete principal da modesta Mocidade Unida do Santa Marta, na qual esteve por três anos. Entre 2005 e 2007, foi o cantor oficial da Aprendizes do Salgueiro. Depois, teve uma passagem pela Vizinha Faladeira. Em 2010, após a saída de Leonardo Bessa, assumiu o microfone oficial da São Clemente, ajudando o acesso da escola ao Grupo Especial. No ano seguinte, no grupo principal, se destacou como uma das promessas de cantores de samba-enredo. Em 2011, fez parte do time de apoio da Mocidade Alegre.
Em 2012 continuou na São Clemente. No ano seguinte, além de continuar na preto e amarelo, teve uma passagem pela Tucuruvi, fazendo sua estreia no carnaval de São Paulo,, e na Ilha do Mardurque. Em 2014, ainda estando como cantor da São Clemente, Igor retorna a Mocidade Alegre agora para ser o cantor principal.
Após o carnaval de 2015, Igor Sorriso deixou a São Clemente e rumou para a Unidos de Vila Isabel, onde cantou nos três carnavais seguintes. Após três anos na escola de Noel Rosa e Martinho, Igor tomou uma decisão drástica e deixou o carnaval carioca, voltando à Mocidade Alegre de São Paulo depois de dois anos afastado do microfone principal.
No ano de 2021, Igor Sorriso se tornou intérprete oficial da Unidos de Jucutuquara, para o desfile de 2022 mas foi desligado após o carnaval. 
Para o carnaval de 2025, além da permanência na Mocidade Alegre, foi anunciado como intérprete oficial do Salgueiro, marcando seu retorno ao carnaval do Rio de Janeiro após seis anos.

## Títulos e estatísticas
| Grupo                 | Campeonato | Ano              | Vice | Ano        | Terceiro lugar | Ano        |
| --------------------- | ---------- | ---------------- | ---- | ---------- | -------------- | ---------- |
| Primeira divisão (SP) | 3          | 2014, 2023, 2024 | 2    | 2015, 2022 | 2              | 2016, 2020 |
| Segunda divisão (RJ)  | 1          | 2010             | 0    | -          | 0              | -          |

## Premiações
- Estandarte de Ouro

1. 2011 - Revelação (como intérprete da São Clemente) [11]

- Estrela do Carnaval

1. 2012 - Melhor intérprete (São Clemente) [12][13]
2. 2015 - Melhor intérprete (São Clemente) [14]
3. 2019 - Melhor intérprete (Mocidade Alegre)[15]
4. 2022 - Melhor intérprete (Mocidade Alegre)[16]

- Gato de Prata

1. 2011 - Revelação (como intérprete da São Clemente) [17]
2. 2015 - Melhor intérprete (São Clemente) [18]

- Prêmio SASP

1. 2019 - Melhor intérprete (Mocidade Alegre)[19]
2. 2020 - Melhor intérprete (Mocidade Alegre)[20]

- Prêmio SRzd

1. 2012 - Destaque da São Clemente
2. 2016 - Melhor intérprete (Vila Isabel) [21]

- Recordar É Viver

1. 2014 - Melhor Intérprete de SP (Mocidade Alegre)
2. 2016 - Melhor Intérprete de SP (Mocidade Alegre)
3. 2019 - Melhor Intérprete de SP (Mocidade Alegre)

- S@mba-Net

1. 2015 - Melhor intérprete (São Clemente) [22]

- Samba Show

1. 2011 - Melhor samba-enredo (Vila Santa Tereza - "Amazônia - Memórias da Floresta de Coração Verde") [23][24]

- Troféu Nota Dez (Diário SP)

1. 2016 - Melhor Intérprete de SP (Mocidade Alegre)

- Troféu Jorge Lafond

1. 2009 - Melhor samba-enredo (Vizinha - "A Luz da Vida Jamais se Extinguirá") [25][26]
2. 2011 - Personalidade [27][28]

- Troféu Rádio Manchete

1. 2011 - Revelação (como intérprete da São Clemente) [29]

- Troféu Sambario

1. 2012 - Melhor intérprete (São Clemente) [30]

- Troféu Tupi Carnaval Total

1. 2012 - Melhor intérprete (São Clemente) [31]

- Plumas e Paetês

1. 2025 - Melhor intérprete (Salgueiro) [32]